# Globotriaozilkeramid
Globotriaozilkeramid (CD77, Gb3, keramid triheksozid) je gangliozid.. On je jedan od nekoliko klastera diferencijacije koji nisu proteini.
On se formira alfa vezivanjem galaktoze sa laktozilkeramidom posredstvom enzima A4GALT.
Globotriaozilkeramid je supstrat alfa-galaktozidaze, koja hidrolizuje terminalnu alfa vezu.

## Klinički značaj
Defekti enzima alfa-galaktozidaza dovode do nakupljanja globotriaozilkeramida, i to uzrokuje Fabrijevu bolest.
Globotriaozilkeramid je takođe jedan od bioloških meta Šiga toksina, koji je odgovoran za patogenost bakterije Escherichia coli.